# Viels-Maisons
Viels-Maisons è un comune francese di 1 049 abitanti situato nel dipartimento dell'Aisne della regione dell'Alta Francia.

## Società

### Evoluzione demografica
Abitanti censiti